# Guignardia foeniculata
Guignardia foeniculata är en svampart som först beskrevs av Jean François Montagne, och fick sitt nu gällande namn av Arx & E. Müll. 1954. Guignardia foeniculata ingår i släktet Guignardia och familjen Botryosphaeriaceae.   Inga underarter finns listade i Catalogue of Life.